# 阿部正外
阿部 正外（あべ まさと/まさとう）は、江戸時代後期の旗本・譜代大名・老中。陸奥国白河藩の第7代藩主。忠秋系阿部家（豊後守家）15代。初め旗本だったが、後に本家を継いで大名となり、幕府の要職を歴任、戊辰戦争に際しては棚倉城の放火（焼却処分）を命じた。

## 生涯

### 旗本時代
武蔵国忍藩、陸奥白河藩を治めた阿部家の分家で、阿部正能の三男正房を祖とする3000石の旗本・阿部正蔵の次男として誕生。長兄正定は嘉永元年（1848年）に本家の白河藩を相続、次兄津次郎は須田家に養子入りしたため、正外が同年死去した父の跡を継いで3000石の旗本となった。
江戸幕府大老井伊直弼から重用され、安政6年（1859年）に公武合体推進のため和宮の江戸下向を朝廷と工作する禁裏付役人に任命され、上京して京都所司代酒井忠義と共に朝廷工作に尽力した。万延元年（1860年）に直弼が暗殺された後も引き続き朝廷と打ち合わせを進め、文久元年（1861年）に下向の目途が付くと11月11日に神奈川奉行に転任、翌文久2年（1862年）8月21日に起こった生麦事件の対応に追われた。同年閏8月4日に外国奉行、文久3年（1863年）4月23日に北町奉行の各奉行を歴任した。

### 白河藩主時代
翌元治元年（1864年）3月4日、幕命により白河藩を相続、10万石の大名となった。白河藩は兄の死後、同族の阿部正耆が藩主になっていたが同年3月2日に急死、遺児光之助（後の正功）が幼いために取られた処置だった。合わせて昇進も図られ、箔付けのため6月22日に名目上の寺社奉行と奏者番に任命され、2日後の24日に老中に任じられ、幕閣の一員に入った。また、横浜港鎖港問題で外国交渉を担当する一方、白河藩の軍制改革にも取り組み、藩兵に洋式訓練を施すよう藩家老に命じている。7月に海路上洛する途中に大坂で軍艦奉行勝海舟と面会、海舟からは外交姿勢を高く評価されたが、阿部の方は海舟の政治思想である公議政体論を危険視し、幕府に報告して11月10日の海舟罷免に関与したと推測されている。
慶応元年（1865年）、発言権を強めていた朝廷から14代将軍徳川家茂の上洛と攘夷決行が要請されたため、京都の攘夷派公家・浪士らの牽制として、阿部と本庄宗秀は2月5日に兵4000を率いて上洛し、22日に参内し朝廷との交渉にあたる。この上洛は軍事力を背景に朝廷を牽制、一会桑政権の解体を目論んだとされるが、朝廷の反感を買い、逆に関白二条斉敬に家茂が上洛しないことを叱責され、交渉後の24日に朝廷側の要請を一旦江戸に戻って家茂に伝えた。4月に上洛反対派の老中稲葉正邦・諏訪忠誠・牧野忠恭を同僚の松前崇広・水野忠精や大老酒井忠績と結託して失脚させ、5月16日の家茂3度目の上洛に随行、派兵を命じた白河藩兵も約1200人が陸路・海路に分かれて大坂城に集結した。
家茂に供奉した阿部は閏5月22日に参内した後25日に大坂に下り、第二次長州征討を控えた幕府軍や藩兵と共に待機していたが、9月23日にイギリス・フランス・オランダ3ヶ国から要請されていた兵庫開港・大坂開市をめぐって兵庫で交渉を開始した。阿部は松前崇広と共に3か国に対して交渉したが、3か国が「兵庫開港について速やかに許否の確答を得られねば、もはや幕府とは交渉しない。京都御所に参内して天皇と直接交渉する」と主張、3か国の強硬姿勢が翻心することはないのではないかと判断した阿部・松前は、2日後の25日に大坂城へ戻り他の老中や家茂と協議の上で、やむをえず無勅許で開港を許すことに決めた。だが翌26日、京都から大坂城に参着した一橋慶喜（朝廷から長州再征の勅許を得るため交渉していた）は、無勅許における条約調印の不可を主張するが、阿部・松前はもし諸外国が幕府を越して朝廷と交渉をはじめれば幕府は崩壊するとした自説を譲らなかった。公方の面前で条約調印の当否をめぐった論争では、家茂が場の緊張感に呑まれ泣きだしたという。
勅許を得るため外国との交渉延期を主張した慶喜の意見が通り、若年寄立花種恭と3か国交渉の結果延期と決まる一方、朝廷は阿部・松前の違勅を咎め、29日に両名の官位を剥奪し改易の勅命を下し（一会桑の取り成しで改易から謹慎に変更）、家茂は10月1日に両名を老中職から外し、官位召し上げ、国元謹慎処分にした（兵庫開港要求事件）。ただし、家茂はこの露骨な朝廷の幕政干渉に異議を唱え、孝明天皇や慶喜に将軍辞意を伝えたといわれ、驚いた孝明天皇は以後の幕政干渉はしないと言ったという。阿部は4日に大坂を出発して江戸へ戻り、11月8日に白河へ到着して謹慎、慶応2年（1866年）6月19日に隠居・蟄居を命じられ、長男の正静が家督を継いだ。

## 戊辰戦争

### 棚倉城を放火し撤退
同年、阿部家は内高（実際の収入石高）の少ない陸奥棚倉藩への転封が申し渡されたが、阿部家は引き伸ばし工作を行い、実施は翌慶応3年（1867年）1月までずれ込み、慶応4年（明治元年、1868年）2月に棚倉藩から白河藩への再封が幕府から言い渡されたのもつかの間、実行されないうちに戊辰戦争が勃発した。
正外や阿部家は奥羽越列藩同盟と組んで官軍（明治新政府）と戦ったが、前出の経緯から白河城と棚倉城の二城を守らねばならなくなった。5月1日に正静の守る白河城が板垣退助率いる新政府軍に落とされると、棚倉城が新政府軍の手に渡ることを回避するため、正外は6月24日、籠城していた棚倉城の放火を命じ、残兵を率いて保原の藩分領に逃走した（白河口の戦い）。その為、板垣退助率いる官軍は棚倉城を陣営とすることが出来ず、棚倉城跡近くにある蓮家寺を本陣として混乱を収め民政の慰撫にあたった。
阿部家は保原陣屋にて官軍（新政府軍）に降伏。藩領は10万石から6万石に減封。
明治20年（1887年）4月20日に東京で死去。享年59。

## 略歴
- 文政11年（1828年）、江戸で生誕
- 嘉永元年（1848年）、父の家督を継ぎ3000石旗本
- 文久元年（1861年）11月11日、神奈川奉行
- 文久2年（1862年）
  - 8月21日、生麦事件発生
  - 閏8月4日、外国奉行
- 文久3年（1863年）4月23日、北町奉行
- 元治元年（1864年）
  - 3月4日、北町奉行免、幕命により白河藩相続
  - 6月22日、寺社奉行兼奏者番
  - 6月24日、寺社奉行免。老中就任。
- 慶応元年（1865年）
  - 2月5日、老中本庄宗秀と率兵上洛
  - 2月24日、阿部、江戸に帰府。
  - 閏5月22日、家茂、入京参内。阿部も再び上洛
  - 9月23日、兵庫開港につき英仏蘭と交渉
  - 9月25日、兵庫開港決定
  - 9月29日、朝議により阿部・松前の改易・謹慎命令
  - 10月1日、老中免職
- 慶応2年（1866年）、隠居、蟄居
- 明治元年（1868年）、戊辰戦争
- 明治20年（1887年）死去。享年59。

法名は広観院殿得誉知道葆真。墓所は西福寺（東京都台東区蔵前4丁目）だったが、昭和2年（1927年）、多磨霊園へ改葬されている。

## 系譜
父母
- 阿部正蔵（実父）
- 南部信真の娘（実母）
- 阿部正耆（養父）

正室
- 千代 ー 長谷川政直の娘

子女
- 阿部正静（長男）
- 勝 ー 阿部正備の養女、飯島義一室[12]
- 礼 ー 岡井道延の養女[12]
- 阿部三郎（三男） ー 阿部政吉の養子[12]

## 登場作品
テレビドラマ
- 『翔ぶが如く』（1990年、NHK大河ドラマ、演:山本寛）